# Davide De Cassan
Davide De Cassan (Riva del Garda, 4 gennaio 2002) è un ciclista su strada italiano che corre per il Team Polti VisitMalta. È professionista dal 2024.

## Palmarès
- 2019 (Juniores)

Gran Fondo Cassani Giovani - Trofeo Sportivi di Solarol
Trofeo Mauro Valli - Forlì
- 2020 (Juniores)

GP Consorzio Marmisti della Valpantena
- 2023 (Cycling Team Friuli, una vittoria)

GP Gorenjska

#### Altri successi
- 2023 (Cycling Team Friuli)

1ª tappa Carpathian Couriers Race (Budapest, cronosquadre)
Classifica giovani Oberösterreich Rundfahrt

## Piazzamenti

### Classiche monumento
- Giro di Lombardia

2024: ritirato